# Спорт в Сирии
Спорт в Сирии играет важную роль в социальной и культурной жизни. В Сирии преобладают летние виды спорта, а наиболее популярными видами спорта являются футбол, баскетбол, гимнастика, теннис, тяжёлая атлетика, борьба, бокс, плавание и лёгкая атлетика.
Олимпийский комитет Сирии является членом Международного олимпийского комитета с 1948 года. Сирия дебютировала на Летних Олимпийских играх в 1948 года в Лондоне. За всё время выступлений сирийцы завоевали 4 олимпийских медали, включая одну золотую.

## История

### Зарождение
Спорт начал развиваться на территории современной Сирии ещё в период Османской империи. Футбол появился в Дамаске в 1910 году благодаря двум студентам, обучавшимся в Американском университете Бейрута, которые привезли новую игру во время каникул. Спустя три года в Сирии был основан первый футбольный клуб — «Аль-Хиляль». Одним из препятствий для распространения футбола стало ношение шорт, что вызывало недовольство консервативных религиозных деятелей, считавших это отвлечением молодёжи от молитвы.
В 1928 году, во время французского мандата, Национальный блок, стремившийся к независимости Сирии, проявлял большой интерес к спорту, поскольку стадионы в Дамаске стали одними из самых посещаемых общественных мест в городе после мечетей.
Олимпийский комитет Сирии был признан Международным олимпийским комитетом (МОК) 31 января 1948 года на сессии МОК в Санкт-Морице. Первый раз Сирия выступила на Олимпийских играх в 1948 году, где её единственным представителем был прыгун в воду Зухейр Шурбаджи. С 1960 по 1968 годов сирийские спортсмены выступали на международных соревнованиях в составе Объединённой Арабской Республики (ОАР) вместе с Египтом.
В середине 1950-х годов правительство Сирии запустило десятилетнюю программу по развитию физической культуры и спорта. В рамках этой инициативы были построены новые спортивные объекты в городах и сельской местности, создан Национальный спортивный центр в Дамаске, где готовили тренеров и преподавателей физической культуры. Одновременно с эти физическая культура была введена в школьную программу в качестве обязательного предмета.

### При Хафезе Асаде
После прихода к власти Хафеза Асада в 1971 году была учреждена Сирийская всеобщая спортивная федерация, ставшая высшей спортивной организацией в стране. К 1970-м годам в стране насчитывалось около 100 спортивных клубов и федераций, функционировал специальный спортивный отдел Министерства образования и Национальный олимпийский комитет. Национальный спортивный центр в Дамаске готовил специалистов по 18 видам спорта.
По данным 1974 года, спортом в Сирии занимались около миллиона человек, а численность членов спортивных клубов и федераций составляла порядка 200 тысяч.
Первую олимпийскую медаль для Сирии выиграл Жозеф Атия, завоевав серебро в вольной борьбе на Играх 1984 года в Лос-Анджелесе. Единственным олимпийским чемпионом в истории Сирии остаётся семиборка Гада Шуаа, которая принесла золото на соревнованиях 1996 года в Атланте. Также сирийские спортсмены выступают на Азиатских играх с 1978 года. Дамаск дважды принимал Арабские игры — в 1976 и 1992 годах. В 1987 году в Латакии прошли Средиземноморские игры. С 1972 года мужская сборная Сирии периодически участвует во Всемирных шахматных олимпиадах.

### Во время гражданской войны
С началом гражданской войны в Сирии в 2011 году значительная часть спортивной инфраструктуры была разрушена, а многие спортсмены были вынуждены покинуть страну. Одной из таких спортсменок стала пловчиха Юсра Мардини, которая в качестве беженки перебралась в Германию. В 2016 и 2020 годах она участвовала в Олимпийских играх не под флагом Сирии, а в составе сборной беженцев, созданной по решению Международного олимпийского комитета.
За время войны в Сирии погибло не менее 217 спортсменов При президенте Башаре Асаде на развитие футбола выделялось около 30 % общего бюджета, направленного на спорт. В городах, находившихся под контролем правительства, стадионы нередко украшались портретами Ассада. За исключением сезона 2010/11 в Сирии несмотря на боевые действия продолжал регулярно проводиться национальный футбольный чемпионат, но из-за угроз безопасности команды преимущественно базировались в Дамаске и Тартусе.
Сборная Сирии по футболу вынужденно проводила домашние матчи на нейтральных полях. Оппозиционные Асаду силы сформировали собственные команды среди сирийских беженцев в Турции, а в Ливане за создание футбольной команды отвечали сторонники «Свободной армии Сирии». В то же время радикальные исламистские группировки, такие как «Джебхат ан-Нусра», запрещали футбол: в регионе Алеппо были закрыты все магазины, продававшие настольные игры, связанные с этим видом спорта. Боевики «Исламского государства» считали футбол проявлением западных ценностей, противоречащих шариату. В январе 2015 года они казнили 13 подростков за просмотр матча Кубка Азии между сборными Ирака и Иордании.
По состоянию на 2018 год спортом в Сирии занималось 379 тысяч человек (90 % мужчин и 10 % женщин).
После падения режима Асада новый лидер Сирии, Ахмед аш-Шараа, впервые в истории страны учредил министерство спорта, первым главой которого в марте 2025 года стал Мохаммад Самех Хамад.

## Спортивные сооружения
Крупнейшим стадионом Сирии и Ближнего Востока является Международный стадион Алеппо, вмещающий 75 тысяч зрителей. К числу крупнейших стадионов также относятся стадион в Латакии (45 тысяч мест) и стадион Аббасийин в Дамаске (30 тысяч мест). Стадион Аль-Хамаданиах в Алеппо вмещает 15 тысяч зрителей.